# نيكولا ستويانوف
نيكولا ستويانوف (بالإنجليزية: Nikola Stoyanov) (و. 1874 – 1967 م) هو عالم فلك، وعالم اقتصاد، ومصرفي من جمهورية مقدونيا.
توفي في صوفيا، عن عمر يناهز 93 عاماً.

## التعليم
تعلم في جامعة صوفيا.